# 統合戦術無線システム
統合戦術無線システム（そうごうせんじゅつむせんシステム、Joint Tactical Radio System、JTRS）は、アメリカ軍が開発していた次世代無線通信システム。ソフトウェア無線として開発されており、音声通話とデータ通信の両方を担当する。アメリカの全軍で様々の用途に使用される予定だったため複数の機種が開発されたが、殆どがキャンセルされ一部の無線機のみ実用化された。

## 概要
JTRSは、陸軍の歩兵用無線機から航空機用の戦術データ・リンクに至るまで、全軍の全階梯で使用されるあらゆる通信設備について、オープンアーキテクチャ（商用オフザシェルフ）化された同一の基本設計に統一し、相互運用性を向上させることを狙って開発されていた。ただし、極めて野心的な計画ゆえにコストの上昇をまねき、数度にわたって計画の見直しとキャンセルを受けた。
最終的にJTRSは国防総省が経験した最大級の失敗案件と評価され、歩兵用無線機を2種実用化しただけで15年の時間と60億ドルの予算が消費される結果となった     。僅かに実用化したAN/PRC-155とAN/PRC-154も、2019年・2020年にそれぞれAN/PRC-162とAN/PRC-163を新たに調達することが決定しており、実際には殆ど使用されていない。

## 分類
JTRSには、大きく分けて5つの系列があるが、JTRS-HMSとMIDS-J のみ実用化された。
JTRS-GMR (Ground Mobile Radio)
地上車両に搭載されるもので、WNW (Wideband Networking Waveform: 広帯域ネットワーク波形)に対応しており、複数チャネルの秘匿通話のほか、データおよび映像の伝送が可能となっている。当初はクラスター1の名称のもと、ヘリコプターや戦術航空統制班への配備も視野に入れて開発していたが、開発の難航を受けて2005年に地上戦闘部隊への配備のみを前提にするよう計画は見直された。2011年に開発はキャンセルされ、車両にはHMSのAN/PRC-155を搭載している。
JTRS-HMS (Handheld, Manpack, Small Form Fit)
歩兵携行用のもので、背負い式 (MP: Manpack) 、手持ち式 (HH) 、装着式 (SFF) の3種類がある。背負い式は2チャンネル、手持ち式と装着式は、2チャンネルのほか、1チャンネルのみの軽量型もある。いずれも、秘匿通話、データおよび映像の伝送が可能である。当初はクラスター5の名称で開発されていた。
アメリカ陸軍は2015年6月にHMS計画の全規模量産に関するRFPを発表した。2015年から2016年を評価期間とし、2017年より全規模量産を行う計画である。
背負式としてAN/PRC-155、手持ち式としてAN/PRC-154が実用化された。
JTRS-AMF (Airborne, Maritime, Fixed Station)
航空機、艦艇および地上基地用のもので、当初は、地上基地および艦艇用のものはクラスター3、航空機用のものはクラスター4の名称で開発されたが、2004年にJTRS-AMFとして統合された。また、JTRS-GMRの計画変更に伴い、2006年には陸軍のヘリコプター用のものも統合された。
2013年にSALT（Small Airborne Link 16 Terminal）とSANR（Small Airborne Networking Radio）に分割されたが、前者は2015年に後者は2018年にキャンセルされた。
JEM (JTRS Enhanced MBITR)
既存のAN/PRC-148 Multiband Inter/Intra Team Radio (MBITR) をJTRSに則るように改修するもので、特殊作戦軍（SOCOM）の主導の下、当初はクラスター2の名称で開発されていた。ただし、あくまで暫定的な措置であり、映像の伝送機能がないなど、JTRSの他機種との互換性は完全ではないため、最終的には、JTRS-HMSによって代替される。
MIDS-J (MIDS-JTRS)
これは、JTRS計画に多機能情報伝達システム（MIDS）の成果を取り込んだものである。他のJTRS端末と同様の秘匿通話、データおよび映像の伝送に加え、新しい高速の戦術データ・リンクであるリンク 16にも対応している。JTRS-AMFと同様、航空機、艦艇および地上基地に配備される。

## 回線
JTRSは、複数の回線を使用することができる。その主なものは下記のとおりである。
- Soldier Radio Waveform (SRW)
- SINCGARS - 陸軍・海兵隊の戦術無線システムアーキテクチャ。ローVHF, FM。
- HAVE QUICK - 海軍・空軍・海兵隊の航空無線システムアーキテクチャ。UHF（225～400 MHz）, AM。
- UHF-SATCOM,  225-400 MHz, MIL-STD-188-181, -182, -183 and -184 プロトコル
- Mobile User Objective System (MUOS)
- 強化型位置評定報告システム (EPLRS), 420-450 MHz スペクトラム拡散
- Wideband Networking Waveform (WNW)
- 各種戦術データ・リンク - リンク 4, リンク 11, リンク 16, リンク 22, 960-1215 MHz
- IBS (統合同軸報送信サービス)